# 全巴勒斯坦政府
全巴勒斯坦政府（阿拉伯语：‎，羅馬化：Ḥukūmat 'Umūm Filasṭīn）在1948年第一次以阿戰爭期間於9月22日成立，管轄埃及控制的巴勒斯坦部分地區，埃及於同日宣布該地區成立全巴勒斯坦保護國，並得到當時除了外約旦以外，阿拉伯國家聯盟其餘六個成員國的認可。儘管它聲稱對整個前巴勒斯坦託管地擁有管轄權，但有效管轄權僅限於全巴勒斯坦保護國（All-Palestine Protectorate），即後來的加薩走廊。保護國總統為阿拉伯高級委員會前主席阿明·侯賽尼，總理為艾哈邁德·希爾米帕夏，立法機構是全巴勒斯坦民族議會。

## 建國

### 背景
1947年聯合國通過聯合國大會第181號決議，在巴勒斯坦託管地建立以色列及巴勒斯坦兩個獨立國家，但阿拉伯國家拒絕此方案，巴勒斯坦由此發生嚴重衝突。1948年5月14日以色列宣布建國，隔日英國單方面宣布結束託管，埃及軍隊也從南部入侵前託管地，使第一次以阿戰爭正式爆發。

### 政府成立
1948年6月1日埃及宣布行政命令，託管期間的所有有效法律將繼續在加薩地區生效。1948年7月8日，阿盟決定在巴勒斯坦設立臨時民政管理機構，直接對阿盟負責。這項計劃遭到外約旦國王阿卜杜拉一世的強烈反對，阿盟於1945年成立的阿拉伯高級委員會也興趣缺缺，新政府從未正式成立。1948年8月8日發布的另一項命令賦予埃及總督擔任高級專員的權力。
埃及政府懷疑阿卜杜拉一世意圖將勢力伸進巴勒斯坦，於是在1948年9月6日亞歷山卓召開的阿拉伯聯盟會議上提案，將加薩的臨時民政管理機構，轉為代表整個巴勒斯坦的阿拉伯政府。9月20日，阿盟正式宣布成立全巴勒斯坦政府。1948年9月22日，埃及宣布成立全巴勒斯坦保護國。
全巴勒斯坦政府在耶路撒冷穆夫提阿明·侯賽尼的名義領導下成立。艾哈邁德·希爾米·阿卜杜勒·巴吉被任命為總理。希爾米的內閣主要由阿明·侯賽尼的親屬和追隨者組成，但也包括巴勒斯坦統治階級其他派系的代表。賈瑪爾·侯賽尼出任外交部長，拉賈·侯賽尼（Raja al-Husayni）出任國防部長，麥克·阿布卡里烏斯（Michael Abcarius）出任財政部長，奧尼·阿卜杜勒·哈迪出任社會事務部長，安瓦爾·努賽貝出任內閣秘書。日後成為約旦首相的侯赛因·法赫里·哈利迪也是成員之一。來自不同阿拉伯國家的總共十二名部長前往加薩就任新職。成立全巴勒斯坦政府的決定使阿拉伯高級委員會變得無足輕重，但阿明·侯賽尼繼續在巴勒斯坦事務中發揮影響力。
1948年9月30日，全巴勒斯坦民族議會在加薩召開，由阿明·侯賽尼擔任主席。議會通過了一系列決議後，最終於隔天10月1日宣布以耶路撒冷為首都的巴勒斯坦獨立。
儘管新政府聲稱對整個巴勒斯坦擁有管轄權，但它沒有行政機構、公務員管理制度、國庫與正規軍隊。原本政府採用了自1917年以來阿拉伯民族主義者使用的阿拉伯起義旗幟，並重建聖戰軍，宣布其目標為解放巴勒斯坦。但阿卜杜拉一世卻認為聖戰軍的復興會挑戰他的權威，10月3日命令旗下阿拉伯軍團指揮官格魯布帕夏解散控制地區所有活躍武裝勢力。導致1920年代以來一直主導巴勒斯坦政治舞台的阿明·侯賽因和阿拉伯高級委員會的領導層在以色列的進軍下遭受重創且從此名譽掃地。
1948年10月15日以色列在南部戰線開始反攻後，全巴勒斯坦政府很快就得到阿拉伯聯盟當時七個成員國中的六個成員國的承認，即埃及、敘利亞、黎巴嫩、伊拉克、沙烏地阿拉伯和葉門，但沒有得到阿盟以外其他國家的承認。

## 活動

### 建立第一年
各項事實證明全巴勒斯坦政府毫無實際作用，由於阿拉伯各國軍隊的失利，加上阿卜杜拉一世的擴張主義行動干擾，導致巴勒斯坦的領導階層陷入混亂。後來以色列新歷史派學者阿維·施萊姆更批評此政府是埃及為了反對外約旦，並挫敗企圖主導阿拉伯各國的阿卜杜拉一世為目標而建立。
1949年2月24日以色列與埃及簽署停戰協議，並確認了埃及所屬的加薩地區邊界，然而全巴勒斯坦政府不是締約方之一，也沒有參與談判。加薩走廊是前託管地中唯一名義上受其控制的地區，但儘管埃及沒有領土要求，也沒有提供公民身分給巴勒斯坦人，此處仍被埃及直接管理。其他地區或被以色列佔領，剩下由阿拉伯人控制的西岸區也被外約旦吞併。
同年底，大量巴勒斯坦難民湧入加薩走廊，但全巴勒斯坦政府並未提供援助及參與設立難民營的談判，這些事務最終由聯合國近東巴勒斯坦難民救濟和工程處主導。

### 解散
1952年埃及軍官納瑟發動革命成為埃及最高領導人，並全力推廣泛阿拉伯主義，巴勒斯坦的自治權因此日漸削弱。1953年全巴勒斯坦政府任職的官員僅剩總理希爾米帕夏一人，以便繼續出席阿盟會議。1958年埃及與敘利亞合組阿拉伯聯合共和國，更使它的狀況雪上加霜，隔年六月納瑟頒布法令正式宣布廢除全巴勒斯坦政府，並聲稱他將成立一個新政府為解放巴勒斯坦全區而奮鬥，但約旦首相哈扎·馬賈利公開反對建立新政府。1967年6月，以色列在六日戰爭中佔領加薩走廊，正式結束埃及的統治。